# Forcipomyia falcifera
Forcipomyia falcifera är en tvåvingeart som beskrevs av Saunders 1959. Forcipomyia falcifera ingår i släktet Forcipomyia och familjen svidknott. Inga underarter finns listade i Catalogue of Life.